# Патрісія Медрадо
Патрісія Медрадо (порт. Patricia Medrado; нар. 26 листопада 1956) — колишня бразильська тенісистка.
Найвищу одиночну позицію світового рейтингу — 48 місце досягла 31 січня 1983, парну — 68 місце — 2 березня 1987 року.
Здобула 3 парні титули.
Найвищим досягненням на турнірах Великого шолома був чвертьфінал в парному розряді.

## Фінали за кар'єру

### Одиночний розряд: 1 (1 поразка)
| Результат | W/L | Дата     | Турнір                    | Покриття | Суперниця | Рахунок       |
| --------- | --- | -------- | ------------------------- | -------- | --------- | ------------- |
| Поразка   | 0–1 | Гру 1987 | Brasil Open 1987, Гуаружа | Ґрунт    | Ніжі Діас | 0–6, 7–6, 4–6 |